# Đảo Sazan
Sazan (dạng xác định trong tiếng Albania: Sazani; tiếng Ý: Saseno; tiếng Latinh: Saso; tiếng Hy Lạp cổ: Σάσων) là một hòn đảo nằm trong Địa Trung Hải, ngoài khơi nam Albania. Đây là đảo lớn nhất của Albania, nằm giữa eo biển Otranto, ngay lối vào vịnh Vlorë, phân tách giữa biển Adriatic và biển Ionia. Hòn đảo có diện tích 5,7 km2 (2,2 dặm vuông Anh) với chiều dài 4,8 km (3,0 mi), chiều rộng 2 km (1,2 mi) và đường bờ biển dài 15 km (9,3 mi).
Ngoài việc là đảo lớn nhất của Albania, đây là một vùng quân sự. Đôi khi, vào những ngày trời trong có thể trông thấy đảo từ tận Salento, Ý. Hòn đảo được mở cửa cho công chúng vào tháng 7 năm 2015. 2.721,87 hécta (6.725,9 mẫu Anh) diện tích biển xung quanh đảo thuộc về vườn hải dương Karaburun-Sazan National.

## Môi trường

### Địa lí và khí hậu

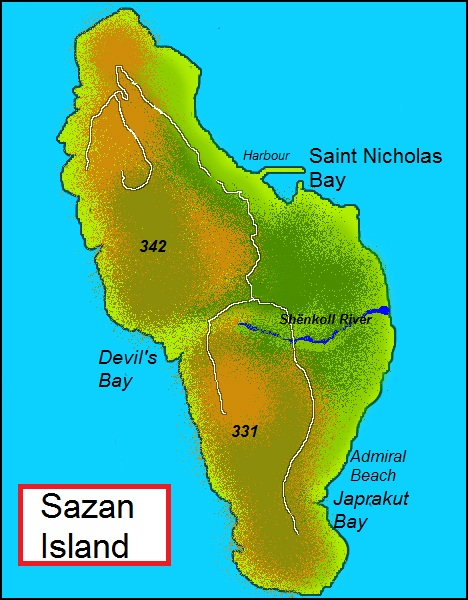
Bản đồ đảo Sazan.

Sazan là đảo lớn nhất và cũng là điểm cực tây của Albania. Nó nằm ngay cửa vào vịnh Vlorë, mạn đông eo biển Otranto. Nó nằm trên đường "ước đoán" chia cắt biển Adriatic và biển Ionia trong Địa Trung Hải.
Đây là đảo đá vôi, hình thành vào kỉ Creta. Mạn đông đảo được tạo nên một phần từ trầm tích terrigen và cleistogen. Trên đảo có bốn đỉnh đồi, đỉnh cao nhất đạt 344 m (1.129 ft) trên mực nước biển, theo sau là hai đỉnh cao 331 m (1.086 ft) và 307 m (1.007 ft) ở khoảng giữa đảo, còn đỉnh thấp nhất cao 228 m (748 ft) ở mạn nam đảo. Sazan có đường bờ biển dài chừng 15 km (9,3 mi) với những bãi biển trải cát, mũi đất, và vách đá. Dọc bờ tây, vách đá có khi đâm sâu 40 m (0,025 mi) dưới nước. Những mũi đất trên đảo là Paradise (Gjiri i Parajsës), St. Nicholas (Gjiri i Shënkollit), Shenkoll, Kallam, Jug, Pellumba, và Pulbardha.
Đảo có khí hậu khác thường so với phần còn lại của Albania, do vị trí ngoài khơi. Nơi đây mang khí hậu cận nhiệt đới, mùa đông ấm còn mùa hè thì nóng. Cây cối trên đảo na ná với trên đảo Crete của Hy Lạp, Tunisia và thậm chí Ai Cập. Một cơn lốc xoáy nhỏ được ghi nhận năm 2002.
| Dữ liệu khí hậu của Sazan (1991-2010) | Dữ liệu khí hậu của Sazan (1991-2010) | Dữ liệu khí hậu của Sazan (1991-2010) | Dữ liệu khí hậu của Sazan (1991-2010) | Dữ liệu khí hậu của Sazan (1991-2010) | Dữ liệu khí hậu của Sazan (1991-2010) | Dữ liệu khí hậu của Sazan (1991-2010) | Dữ liệu khí hậu của Sazan (1991-2010) | Dữ liệu khí hậu của Sazan (1991-2010) | Dữ liệu khí hậu của Sazan (1991-2010) | Dữ liệu khí hậu của Sazan (1991-2010) | Dữ liệu khí hậu của Sazan (1991-2010) | Dữ liệu khí hậu của Sazan (1991-2010) | Dữ liệu khí hậu của Sazan (1991-2010) |
| Tháng                                 | 1                                     | 2                                     | 3                                     | 4                                     | 5                                     | 6                                     | 7                                     | 8                                     | 9                                     | 10                                    | 11                                    | 12                                    | Năm                                   |
| ------------------------------------- | ------------------------------------- | ------------------------------------- | ------------------------------------- | ------------------------------------- | ------------------------------------- | ------------------------------------- | ------------------------------------- | ------------------------------------- | ------------------------------------- | ------------------------------------- | ------------------------------------- | ------------------------------------- | ------------------------------------- |
| Trung bình ngày tối đa °C (°F)        | 16.3 (61.3)                           | 17.5 (63.5)                           | 18.6 (65.5)                           | 20.1 (68.2)                           | 22.9 (73.2)                           | 25.6 (78.1)                           | 28.4 (83.1)                           | 28.4 (83.1)                           | 25.8 (78.4)                           | 23.4 (74.1)                           | 19.6 (67.3)                           | 17.4 (63.3)                           | 22.0 (71.6)                           |
| Tối thiểu trung bình ngày °C (°F)     | 10.2 (50.4)                           | 10.5 (50.9)                           | 11.7 (53.1)                           | 13.3 (55.9)                           | 16.4 (61.5)                           | 21.3 (70.3)                           | 23.7 (74.7)                           | 23.4 (74.1)                           | 21.2 (70.2)                           | 16.5 (61.7)                           | 13.1 (55.6)                           | 11.1 (52.0)                           | 16.0 (60.9)                           |
| Số ngày giáng thủy trung bình         | 10                                    | 9                                     | 7                                     | 6                                     | 4                                     | 3                                     | 1                                     | 2                                     | 4                                     | 7                                     | 10                                    | 11                                    | 74                                    |
| Nguồn: METEOALB Weather Station       |                                       |                                       |                                       |                                       |                                       |                                       |                                       |                                       |                                       |                                       |                                       |                                       |                                       |

### Hệ động-thực vật

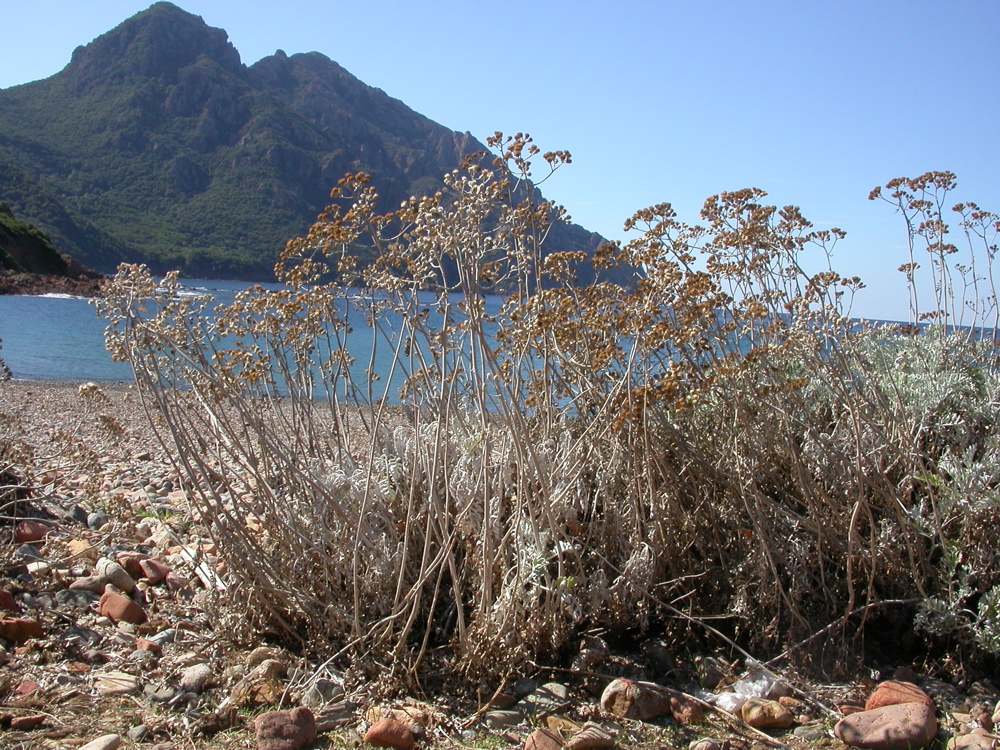
Jacobaea maritima ở bờ biển phía đông.

Về địa sinh học, đảo Sazan nằm trong vùng sinh thái rừng rụng lá Illyria của Cổ Bắc giới. Do vị trí địa lí, điều kiện địa chất và lượng mưa, đảo có một hệ thực vật riêng biệt.
Hòn đảo này có 435 loài (419 loài bản địa) thực vật có mạch, tức 8,2% tổng số loài cây có mạch của Albania. Có một loài đặc hữu (Limonium anfractum) và ba loài bán đặc hữu (Centaurea pawlowski, Scutellaria rupestris và Verbascum guicciardini). Địa hình đa dạng tạo ra nhiều môi trường sinh thái học cho cây cối. Những bãi biển lắm đá sỏi và vách đá vôi ở góc nam Sazan là nơi cư ngụ cho nhiều loài cây ưa mặn như Lotus cytisoides và limonium anfractum. Rừng của Sazan chủ yếu là rừng cây bụi, rừng cây lá cứng với Quercus ilex, rừng rụng lá với Ostrya và Fraxinus ornus.

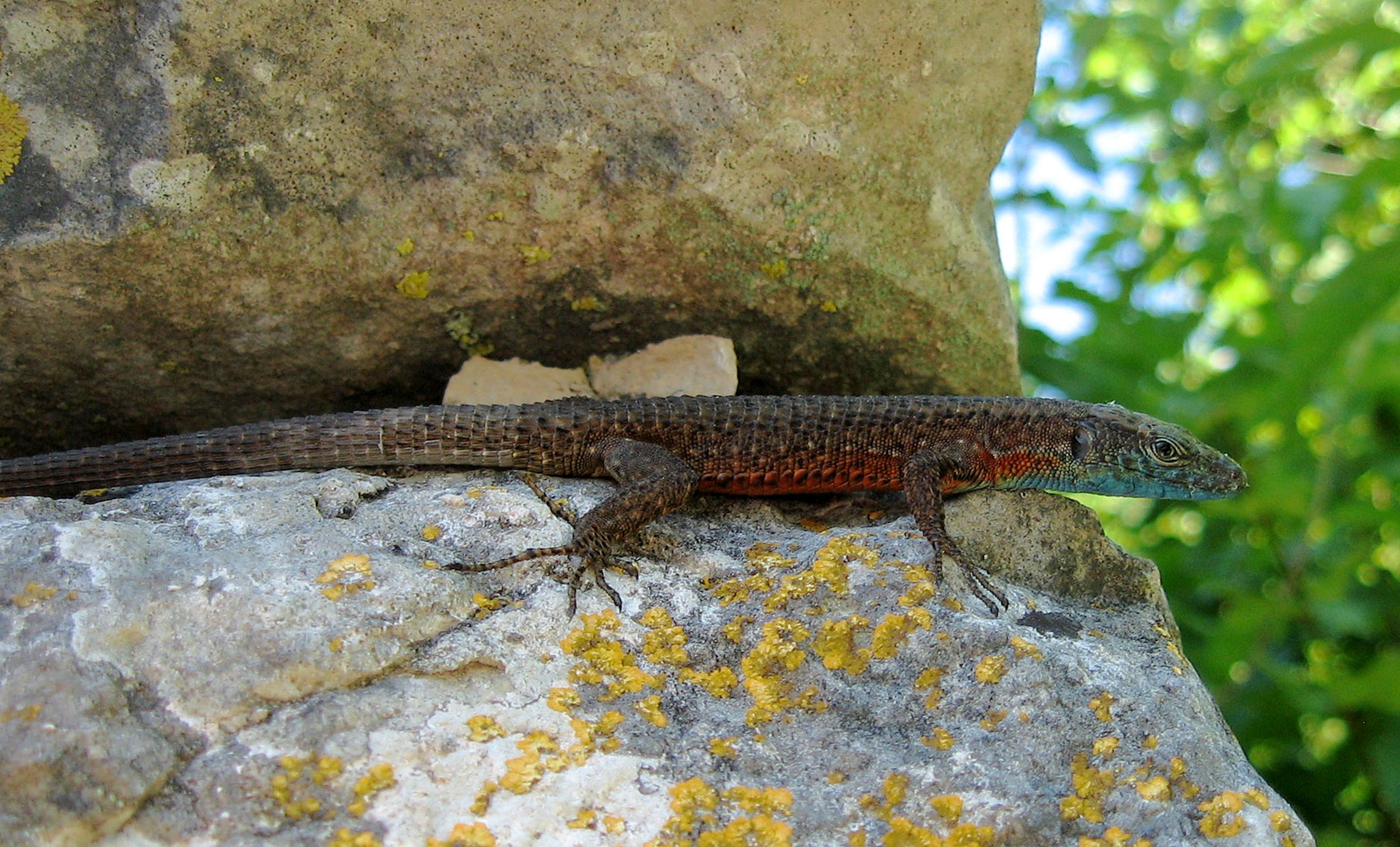
Algyroides nigropunctatus là loài bò sát nổi bật nhất Sazan.

Hệ động vật gồm 15 loài động vật có vú, 39 loài chim, 8 loài bò sát, 1 loài lưỡng cư cùng 122 loài động vật không xương sống. Trong đó, có 15 loài thú có vú, 8 loài dơi (phổ biến hơn cả là Pipistrellus pipistrellus, và Pipistrellus pygmaeus). Chim ở Sazan có giá trị bảo tồn, gồm 23 loài chim hót, 5 loài chim săn mồi, 3 loài bồ câu, và 3 loài yến.
Loài lưỡng cư duy nhất là Bufo viridis, đẻ trứng trong rừng rụng lá ướt và suối nhỏ. 8 loài bò sát là Hemidactylus turcicus, Testudo hermanni, Mauremys rivulata, Pseudopus apodus, Algyroides nigropunctatus, Podarcis tauricus, Malpolon monspessulanus và Hierophis gemonensis.
Có 122 loài động vật không xương sống được xác định, trong đó 113 là côn trùng, nhưng con số trên thực tế có lẽ cao hơn. Trong số côn trùng, có 40 loài bọ cánh cứng, 16 loài bướm, 22 loài heteroptera, 20 loài cánh thẳng, 5 loài chuồn chuồn và 10 loài cánh màng.